# L'ha fatto una signora
L'ha fatto una signora, noto anche come Il trovatello - L'ha fatto una signora, è un film del 1938 diretto da Mario Mattoli.

## Trama
Luca è un tassista che vive con la moglie Rosa, donna severa ed autoritaria, e la giovane figlia Maria. Quest'ultima è innamorata di Nino, un attore del teatro di varietà. Una mattina Luca trova nel proprio taxi un bambino abbandonato dalla madre perché illegittimo; la donna rimane poi ferita in un incidente stradale.
All'uomo non rimane che portare il piccolo a casa, provocando ovviamente le ire e la gelosia della moglie che crede sia il frutto di una relazione extraconiugale del marito. Ma la madre del bambino, dopo un ricovero in ospedale, viene dimessa e si reca subito presso il commissariato per avere informazioni sul figlio scomparso: alla fine riuscirà a riabbracciare il bambino.
Da tutta questa storia Luca trarrà alcuni numeri da giocare al Lotto, vincendo una grossa somma, ma recandosi al botteghino per la riscossione si accorgerà di avere smarrito il tagliando: seguiranno nuove disavventure per ritrovare il biglietto e il lieto fine.

## Produzione
Prodotto dalla ICAR di Roma, è direttamente tratto dalla commedia brillante di Maria Ermolli, nel repertorio teatrale di Angelo Musco e adattata per lo schermo da Guglielmo Giannini. Pellicola girata a Cinecittà in 20 giorni e uscita nelle sale italiane nell'ottobre del 1938.

## Accoglienza

### Critica
Cesare Vico Lodovici in Film del 22 ottobre 1938 «Tre volte mi è spuntato il nome di René Clair, timidi accenni piuttosto esteriori, come la scena delle vetture, il cortile dei pettegolezzi, i suonatori nella via deserta, che segnano la ricerca di una più alta nota di fantasia, che potrebbero salvare il film e il teatro dialettale. Il film è stato fatto, mi dicono, in meno di 20 giorni ed è costato meno di un milione. Questo risultato pratico veramente brillante mi fa perdonargli quella tremenda scena d'amore sui mandolini, per la quale ho mentalmente invocato la disponibilità di una pistola».